# Quinquelaophonte quinquespinosa
Quinquelaophonte quinquespinosa is een eenoogkreeftjessoort uit de familie van de Laophontidae. De wetenschappelijke naam van de soort is voor het eerst geldig gepubliceerd in 1924 door Sewell.